# 연초고등학교
연초고등학교(延草高等學校)는 대한민국 경상남도 거제시 연초면 연사리에 있는 공립 고등학교이다.

## 학교 연혁
- 2009년 8월 20일 : 도교육청 교과교실제 학교 설립 인가
- 2010년 4월 15일 : 기공식
- 2010년 12월 30일 : 경상남도 의회 개교 인가
- 2011년 3월 1일 : 개교
- 2011년 3월 1일 : 초대 강정일 교장 취임
- 2011년 3월 4일 : 제1회 입학식
- 2014년 2월 7일 : 제1회 졸업식
- 2022년 9월 1일 : 제4대 공현철 교장 취임
- 2023년 2월 10일 : 제10회 310명 졸업(10학급 남 155명, 여 155명) 누계 3,563명 졸업
- 2023년 3월 2일 : 2023학년도 입학식(11학급 340명)

## 참고 자료
- 연초고등학교 - 한국교육학술정보원 학교알리미